# 만종 (고려)
만종(萬宗) 혹은 최만종(崔萬宗, ? ~ ?)은 고려 후기 무신정권 시대의 불교 승려로 무신정권 집권자인 최충헌의 손자이자 최우의 아들(서자, 庶子)이며 최항의 형이다. 본관은 우봉(牛峯)이다.

## 생애
고려시대 무신정권 집권자인 최우의 서자로 창기인 서련방의 소생이었다.
그는 동생 만전과 함께 송광사(松廣寺)로 가서 승려가 되었다.
그는 백성들에게 쌀을 빌려준 뒤, 이자를 심하게 만들어 독촉하여 재산을 마구 걷어갔다. 그러다 백성들이 조세를 바치지 못할 정도가 되었으며 결국 1240년에 왕해가 세금을 바치기 전에는 사채를 독촉하지 못하게 하여 겨우 횡포를 저지했다.
1249년에 아버지 최우가 죽었을 때 동생인 만전은 이름을 최항으로 고치고 무신정권에 집권자가 되었으나 그는 그대로 절에 남아있었다.
1258년에 그의 조카 최의가 김준, 류경, 박송비, 차송우, 임연, 최온 등에게 살해당하고 최씨정권이 몰락하자 그 역시 1260년에 노비와 토지를 전부 몰수당하고 말았다.
그 후에는 몰락한 채, 조용히 살았다.

## 만종이 등장한 작품
- 《무신》(MBC, 2012년, 배우:김혁)